# Chaetonotus annectens
Chaetonotus annectens is een buikharige uit de familie Chaetonotidae. De wetenschappelijke naam van de soort werd in 1991 voor het eerst geldig gepubliceerd door Grosso & Drahg. De soort wordt in het ondergeslacht Primochaetus geplaatst.